# Феодосьев, Борис Петрович
Борис Петрович 2-й Феодосьев — советский военно-морской деятель, инженерный работник, автор основных учебников по минному оружию, начальник кафедры минного оружия Военно-морского училища им. М. В. Фрунзе, инженер-капитан 1-го ранга (1940).

## Биография
Русский, из дворян, беспартийный, в РККФ с ноября 1917. Участник Гражданской войны на Балтийском море с 1918 по 1920 и на Азовском море с мая по сентябрь 1920. В 1939 старший преподаватель кафедры минно-торпедного оружия Военно-морского училища им. М. В. Фрунзе. В годы Великой Отечественной войны начальник кафедры минного оружия Военно-морского училища им. М. В. Фрунзе.

### Звания
- Мичман (1907);
- Старший лейтенант (8 июня 1915);[2]
- Инженер-флагман 3-го ранга (26 апреля 1940);[3][4]
- Инженер-капитан 1-го ранга (8 июня 1940).[5]

### Награды
- Орден Ленина;
- Орден Красного Знамени;
- Орден Трудового Красного Знамени;
- Юбилейная медаль «XX лет Рабоче-Крестьянской Красной Армии»;
- Медаль «За победу над Германией в Великой Отечественной войне 1941—1945 гг.».

## Публикации
- Учебники по минному делу для нужд военно-морского флота.